# Le Ciel de Paris (restaurant)
Pour les articles homonymes, voir Le Ciel de Paris, Ciel (homonymie) et Paris (homonymie).
Le Ciel de Paris est un bar-restaurant panoramique semi-gastronomique, situé au 56e étage de la tour Montparnasse, dans le 15e arrondissement de Paris. Avec une altitude de 210 mètres, c'est un des plus hauts restaurants d'Europe et le plus haut en France et à Paris intra-muros, avec point de vue panoramique sur les toits de Paris. 

## Historique
La tour Montparnasse est inaugurée en 1973 avec ses 210 m et 59 étages (terrasse comprise), dans le 15e arrondissement de Paris. Elle se situe au 33 avenue du Maine.  

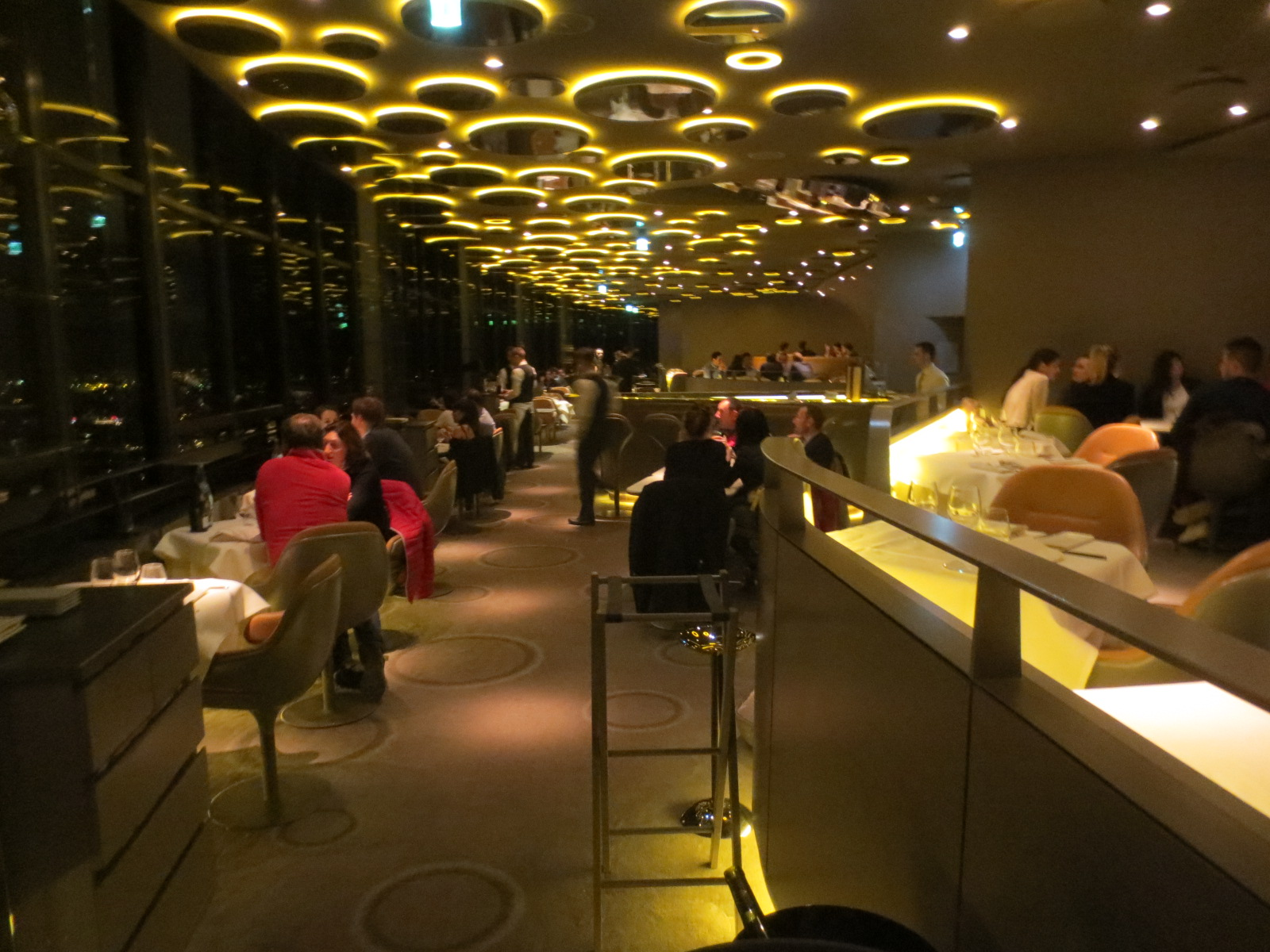
Vue intérieure en 2014
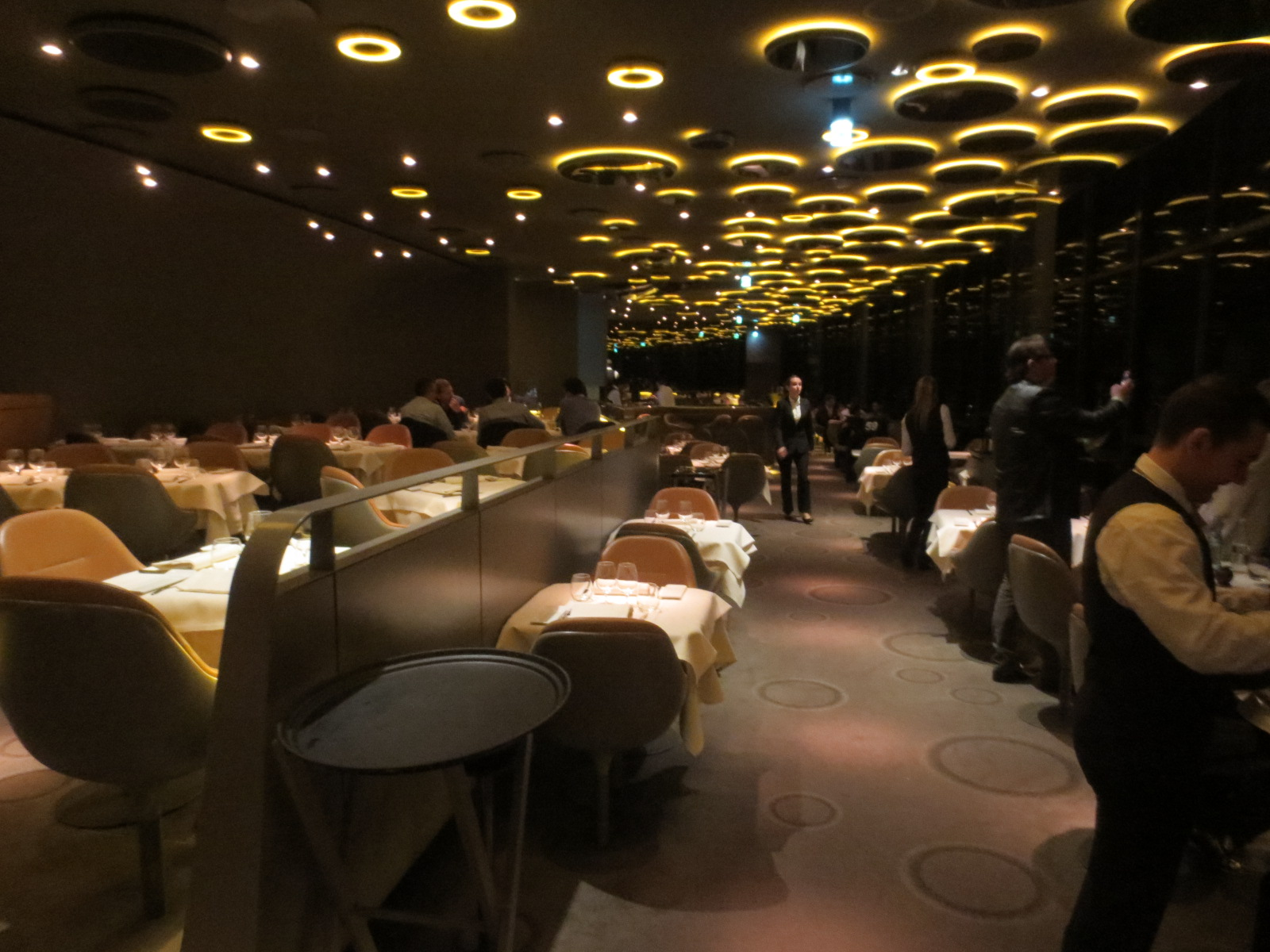
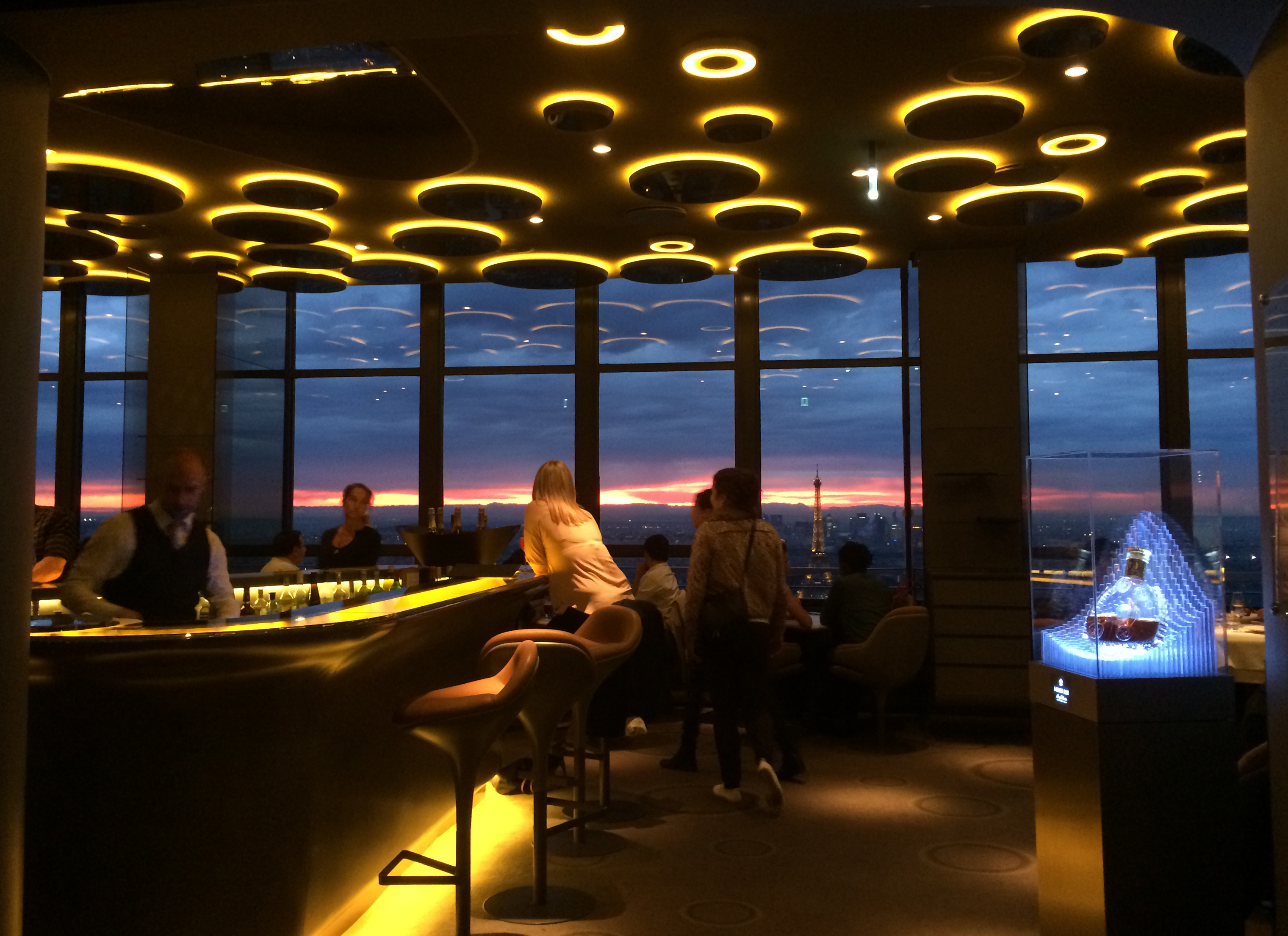
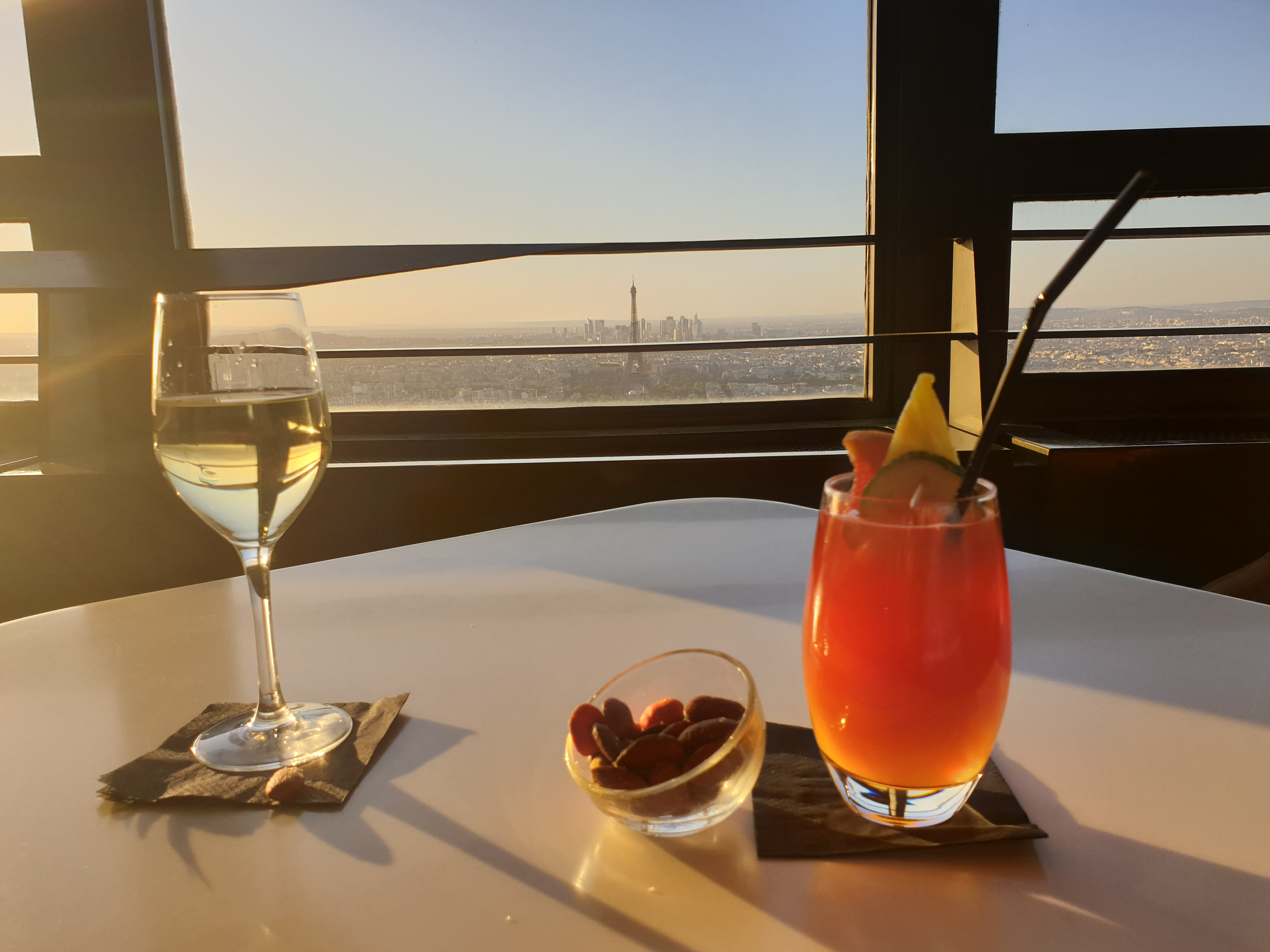
Un verre de chardonnay ainsi qu'un cocktail carrousel en 2019

Ce restaurant  a fermé ses portes durant un an afin de changer sa décoration et de le moderniser. Ces travaux sont signés par le designer d'intérieur Noé Duchaufour-Lawrance. 
Le restaurant Le Ciel de Paris, aménagé au 56e étage de la tour, avec ses 145 convives répartis en théâtre, bénéficie d’un des panoramas les plus hauts et les plus exceptionnels sur la ville, avec vue privilégiée entre autres sur les toits de Paris, la Tour Eiffel, le Champ-de-Mars, l'École militaire, l'Hôtel des Invalides, La Défense...
Sur le toit de la tour Montparnasse, au 59e étage, se trouvait un bar à champagne ouvert durant les belles périodes, appartenant aussi au Ciel de Paris. Ce bar n'existe plus, le toit de la Tour étant uniquement un espace accessible aux touristes par escalier à partir du 56 ème étage. 

Vue panoramique depuis le restaurant
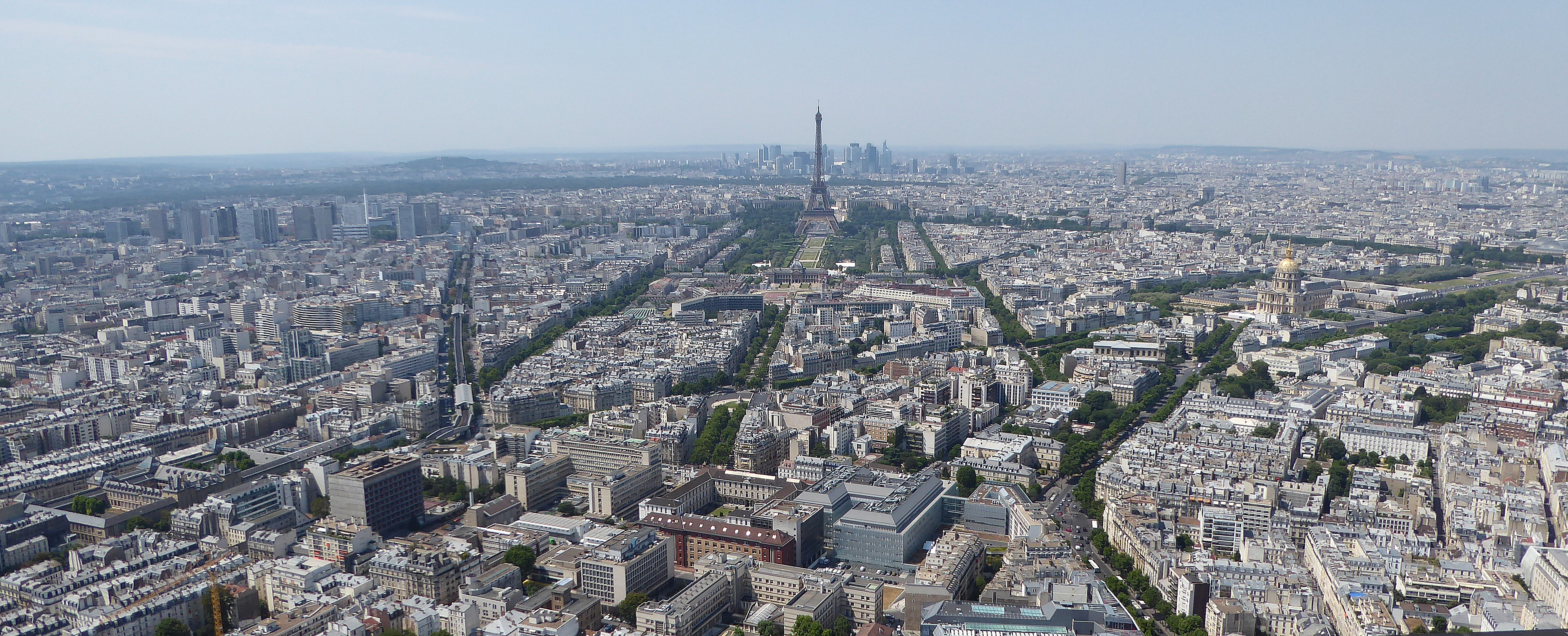
De jour
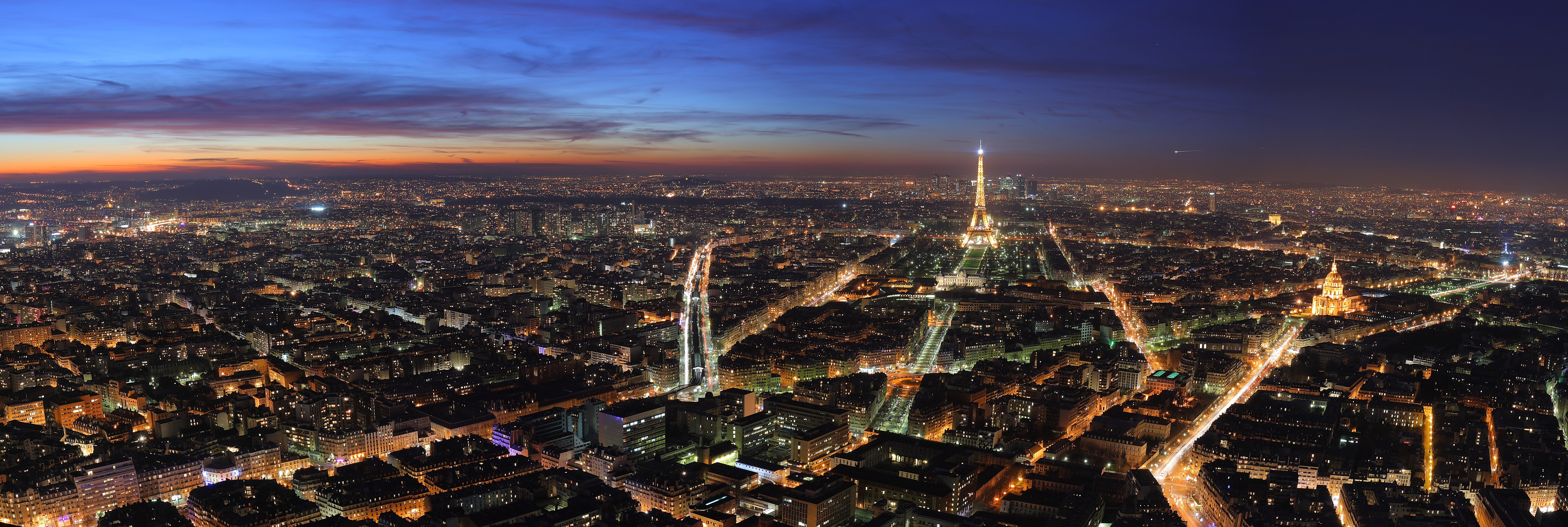
De nuit
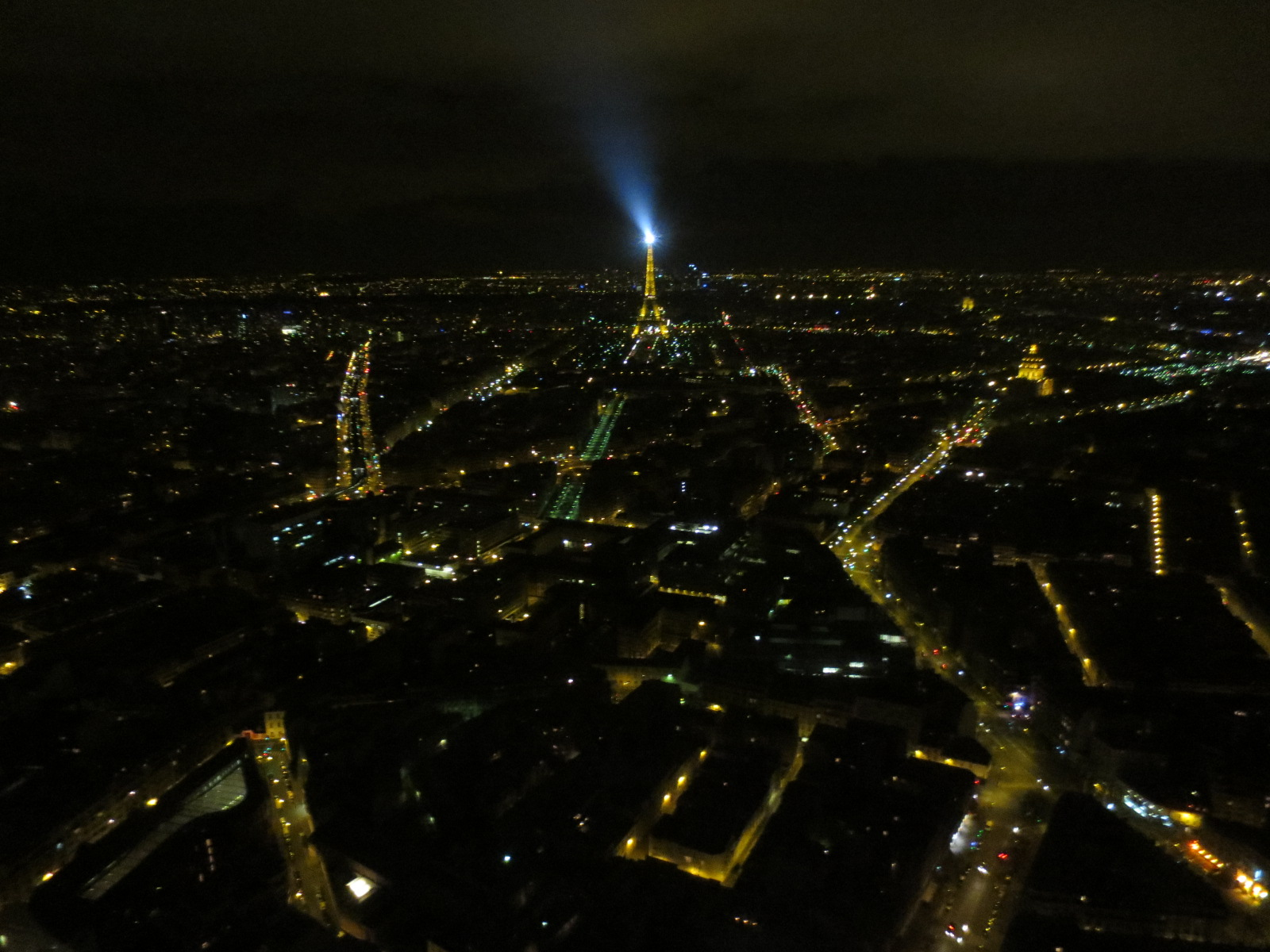
A minuit

## Dans la culture
- Le restaurant est le décor de l'épisode Les déjeuners d'affaires de la saison 1 des Minichroniques (1976).

## Quelques autres restaurants panoramiques célèbres
- Le Jules Verne (restaurant du 2e étage de la Tour Eiffel, à 125 m)
- Windows on the World (ancien restaurant du 106e et 107e étage du World Trade Center à New York)
- Restaurant 360 (Tour CN de Toronto au Canada, à 351 m)
- Celest-bar-restaurant (Tour Part-Dieu de Lyon)